# Ahmed Lutfi Shihad
Ahmed Lutfi Shihad (ar. أحمد لطفي شيهد; ur. w 1956) – iracki zapaśnik walczący w stylu klasycznym. Olimpijczyk z Moskwy 1980, gdzie zajął dziesiąte miejsce w wadze półśredniej.
Czwarty na igrzyskach azjatyckich w 1986 roku.

## Letnie Igrzyska Olimpijskie 1980
| Konkurencja          | Rundy eliminacyjne     | Rundy eliminacyjne    | Klas. końcowa |
| Konkurencja          | Przeciwnik I           | Przeciwnik II         | Miejsce       |
| -------------------- | ---------------------- | --------------------- | ------------- |
| 74 kg styl klasyczny | Gheorghe Minea (ROU) P | Mikko Huhtala (FIN) P | 10.           |